# Tobago
|  | Per a altres significats, vegeu «Tobago (desambiguació)». |

Tobago és una illa situada al sud del mar Carib. Juntament amb l'illa de Trinitat forma l'estat de Trinitat i Tobago. Té 54.084 habitants i la seva capital és Scarborough.

## Geografia
Tobago té una extensió de 300 km². Està localitzada a 11°N i 60°O, al nord de Trinitat.

## Població
A diferència de Trinitat, la qual té una població multiètnica (natius, criolls, indis, pakistanesos i africans), la població de Tobago és majoritàriament d'origen africà, malgrat que els últims anys ha augmentat el nombre de residents estrangers d'origen alemany i escandinau. Dels 54.080 habitantes que té l'illa, 17.000 resideixen a la capital.

## Història
Tobago estava habitada per tribus caribs quan va ser descoberta pels europeus. Va ser colonitzada per França, i passà després als Països Baixos, el Regne Unit i la Curlàndia. Finalment va ser annexionada pel Regne Unit el 1814. Després de l'abolició de l'esclavitud, l'economia de l'illa s'enfonsà, i va passar a ser administrada des de Trinitat.